# 鈴見敦
鈴見 敦（すずみ あつし、1978年4月24日 - ）は、日本の漫画家、イラストレーター。愛媛県出身。女性。
保育園生の頃から絵を描き始め、鳥山明といのまたむつみに憧れ小学4年生からつけペンを使い始めた。イラストレーターとして活動する傍ら、2005年に『SEEDS』で第1回電撃コミックグランプリオリジナル部門・準グランプリを受賞。同年の『月刊電撃コミックガオ!』8月号より2008年まで『Venus Versus Virus』を連載した。
2009年12月16日にビー・エヌ・エヌ新社より発売された『絵師100人 100 masters of Bishojo painting』には人気絵師100人のイラストが収録され、鈴見のイラストも収録されている。

## 作品リスト

### 漫画作品
- 『Venus Versus Virus』メディアワークス〈電撃コミックス〉全8巻（『月刊電撃コミックガオ!』2005年8月号 - 2008年4月号→『月刊コミック電撃大王』 - 2008年9月号）
- 『はりだま退魔塾』講談社〈シリウスKC〉全1巻（『月刊少年シリウス』2005年9月号 - 2006年1月号）
- 『アメフラシ』講談社〈シリウスKC〉全2巻（『月刊少年シリウス』2006年8月号 - 2007年8月号）
- 『ナイトメア・ゴー・ラウンド』スクウェア・エニックス〈ヤングガンガンコミックス〉全2巻（『ヤングガンガン』2009年Vol.9[3] - 2010年Vol.7）
- BLOODY LITTLE CIRCUS（『季刊GELATIN』）
- 無駄の多い日々（原作：谷川流、『涼宮ハルヒの祝祭 ハルヒコミックアンソロジー』2009年[4]） - 『涼宮ハルヒの憂鬱』のアンソロジー寄稿作品。
- 『東京レイヴンズ』KADOKAWA（旧角川書店）〈角川コミックス・エース〉全15巻（原作：あざの耕平、キャラクター原案：すみ兵、『月刊少年エース』2010年6月号[5] - 2017年9月号）
- 『うるわし怪盗アリス』アスキー・メディアワークス〈電撃コミックス〉全2巻（ストーリー監修：田中ロミオ、『電撃大王ジェネシス』2010AUTUMN[6] - vol.6〈最終号[7]〉）
- 『放課後カグラヴァイブス』KADOKAWA〈角川コミックス・エース〉全2巻（『月刊少年エース』2018年4月号[8] - 2019年5月号）
- 『ロードス島戦記 誓約の宝冠』KADOKAWA〈角川コミックス・エース〉既刊3巻（原作：水野良、キャラクター原案：左、『月刊少年エース』2019年12月号[9] - 2021年6月号） - 第一部完。
- 『世界最速のレベルアップ』KADOKAWA〈角川コミックス・エース〉既刊7巻（原作：八又ナガト、キャラクター原案：fame、『月刊少年エース』2021年8月号[10] - ）

### イラスト
- ハイブリッド学園 2-3（織田兄第著・MF文庫J）
- はなひな（阪本良太著・スーパーダッシュ文庫）
- ぴ ぴ ぴ!（神代明著・スーパーダッシュ文庫）
- 魔女の生徒会長（日日日著・MF文庫J）
- 迷界のアマリリス（和田賢一著・HJ文庫）
- 食べごろ♥斬魔行（池端亮著・角川スニーカー文庫）
- 星忍母鑑テンブレイブ（中里融司著・ファミ通文庫）
- 池田洋介のいっきにわかる重要関数 [2次関数・三角関数・指数関数・対数関数]（池田洋介著・数学が面白いほどわかるシリーズ）
- シリウス学園（『月刊少年シリウス』2010年8月号別冊付録[11]）イラスト寄稿[11]
- 角★コミ2012夏都道府県のご当地ポスターイラスト（2012年6月15日[12]）徳島県担当[12]
- 竹刀短し恋せよ乙女第2巻発売記念同人誌（2012年10月[13]）